# Gillès
Gillès (vanaf 1872 ook: Gillès de Pelichy) is een uit Doornik afkomstig geslacht waarvan leden sinds 1829 tot de moderne Belgische adel behoren.

## Geschiedenis
De bewezen stamreeks begint met Josse Gilles die in 1495 twee huizen kocht in Doornik, eerste vermelding van dit geslacht. Nageslacht vestigde zich eerst in de Nederlanden, vervolgens in België. In 1752 verkregen drie in Amsterdam wonende broers adelsbevestiging met de verlening van de persoonlijke titel van ridder: van een van hen leeft nageslacht voort in België, de andere broer werd stamvader van de Franse tak, de derde broer had geen nageslacht. (In 1518 zou een voorvader van de broers van keizer Maximiliaan adelsverheffing hebben vekregen.)
In 1829 verkreeg Philippe Gillès (1796-1874), senator en burgemeester van 's-Gravenwezel, erkenning van adeldom met de titel van jonkheer, maar deze had geen verder nageslacht. Zijn broer Louis Gillès (1798-1876) kreeg in 1829 dezelfde adelsgunst maar hij verkreeg in 1842 bovendien verlening van de titel van baron voor hem en al zijn mannelijke afstammelingen.
Anno 2006 waren er nog tientallen mannelijke afstammelingen in leven, de jongste geboren in 2006. Leden van het geslacht zijn getrouwd met talloze leden uit andere Belgische adelsgeslachten.

### Wapenbeschrijvingen
- 1752: D'azur, au chevron d'or, accompagné de trois glands d'or, feuillés de même. Heaume d'argent, grillé, liseré et couronné d'or, hachemens aux émaux de l'écu, et pour cimier un lion naissant de gueules. [Supports:] deux griffons d'or, armés et lampassés de gueules, et pour devise 'In aeternum non commovebitur'.
- 1829: Van lazuur, beladen met een chevron, verzeld en chef van twee en en pointe van een eikel gebladert, alles van goud. Het schild gedekt met eenen helm van zilver, gekroond, geboord, getralied en gecierd van goud, gevoerd van keel, waaruit tot helmteeken is klimmende eene leeuw van keel, voorts met zijne helmdekken van lazuur en goud. Het schild ter wederzijde vastgehouden door eenen met omgekeerden kop klimmende griffioen van goud, getongd en genageld van keel. Onder het wapen het devies 'In aeternum non commovebitur'.
- 1842: Écartelé, au premier et quatrième d'azur, au chevron accompagné de trois glands tigés et feuillés d'or, qui est de Gillès, au deuxième et troisième de sinople, à la fasce d'argent, accompagnée de trois roses d'or, tigées et feuillées de sable, deux en chef [et] une en pointe, qui est de Pelichy. L'écu timbré de la couronne de baron, surmontée d'un heaume d'argent, couronné, grillé, colleté et liseré d'or, fourré et attaché de gueules, lambrequins d'azur et d'or. Cimier: un lion issant de gueules. Supports: deux griffons contournés d'or, armés et lampassés de gueules. Au dessous la devise: 'In aeternum non commovebitur' d'or, sur azur.

## Enkele telgen
Louis baron Gillès de Pelichy (1798-1876), senator; trouwde in 1828 met jkvr. Marie-Jeanne de Pelichy (1808-1872), telg uit het geslacht De Pelichy, bij Koninklijk Besluit van 22 februari 1872 bekwam hij voor zichzelf en zijn nakomelingen de naam Gillès de Pelichy
- Philippe baron Gillès de Pelichy (1832-1920), burgemeester van 's-Gravenwezel
  - Louis baron Gillès de Pelichy (1862-1937)
    - Philippe baron Gillès de Pelichy (1912-1995)
      - Jean baron Gillès de Pelichy (1951), chef de famille
- Alexandre Gillès de Pelichy (1844-1926)
  - Dr. Charles baron Gillès de Pelichy (1872-1958), senator en volksvertegenwoordiger
    - Dr. Guido baron Gillès de Pelichy (1918-1999), volksvertegenwoordiger
      - Olivier baron Gillès de Pelichy (1945), ambassadeur

  - Bénédict baron Gillès de Pélichy (1885-1928), burgemeester van Snellegem, stierf vroegtijdig aan de gevolgen van gasintoxicatie opgelopen aan het front tijdens de Eerste Wereldoorlog. Hij trouwde in 1907 met Adrienne barones le Bailley de Tilleghem (1883-1956), die hem opvolgde als burgemeester van Snellegem. Het echtpaar kreeg negen kinderen.